# Suzuka Circuit
A Suzuka Circuit, más néven a Suzuka International Racing Course motorsport-versenypálya Szuzuka mellett, nem messze Nagojától, Japánban.

## Története
1962-ben építették a Honda tesztpályájának. Tervezője a holland John „Hans” Hugenholtz volt. Mellé vidámparkot is építettek Motopia Park néven a Honda gyár dolgozóinak és családjainak. 1987 óta itt tartják a Formula–1 japán nagydíjat, amelyet tradicionálisan a szezonok végén rendezik, így sokszor itt dőlt el a világbajnoki cím sorsa, eddig összesen tízszer. Ezek közül a legismertebb az 1989-es és 1990-es futam, amikor a két rivális Ayrton Senna és Alain Prost összeütközött. 2002-ben Allan McNish balesete után a 130R kanyar vonalvezetését két kanyarcsúcspontúra változtatták, egy 85 méter és egy 340 méter sugarúra, közelebb hozva a Casio Triangle sikánt, de 2003-ban Kató Daidzsiró halálos balesetet szenvedett ugyanebben a kanyarban, ezután a MotoGP már nem tért vissza ide. 2007-ben és 2008-ban a Formula–1 japán nagydíjat a szuzukai pálya felújítása miatt a Fuji Speedwayen rendezték meg, de 2009-ben Formula–1 visszatért ide.

## A pálya
Az 5,807 km hosszú pálya az egyetlen a Formula–1-ben, melynek nyolcas alakja van, azaz felüljárón visz át a versenyzők útja. Egyike a világ legérdekesebb pályáinak, szinte mindegyik kanyartípus megtalálható rajta: hajtű-, közepesen gyors, gyors kanyar és sikán is van benne. Egy veszélyes balkanyar a hosszú egyenest követő 130R, mely nevét arról kapta, hogy 130 méter sugarú.
Egy másik különleges kanyarkombináció az "S" kanyarsorozat mely két bal- és két jobbkanyarból áll.
A pályát három változatban is használják: van a teljes, a keleti, és a nyugati rész. A keleti a célegyenesből, az S kanyarkombinációból és a Dunlop-kanyarból áll, ahonnan újra a célegyenesre lehet jutni. A nyugati a pálya többi része, a célegyenes itt a 130R kanyar előtti egyenesen, a "Crossoveren" van, amelyhez külön bokszutca is tartozik.
A leggyorsabb versenyben futott kör Kimi Räikkönené, aki 2005-ben 1 perc 31,540 másodperc alatt ért körbe.

## Képek

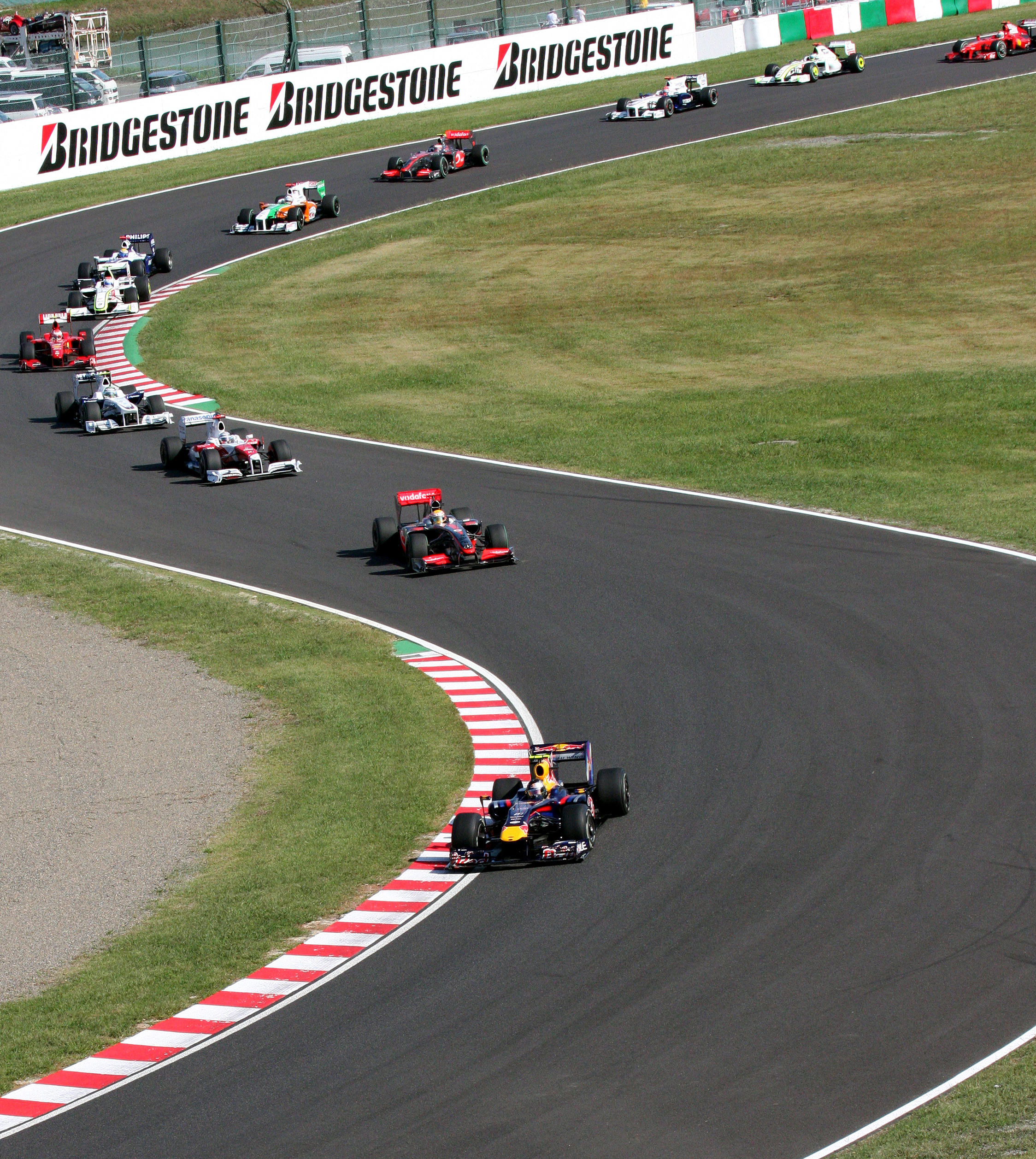
Az "S" kanyarkombináció 2009-ben
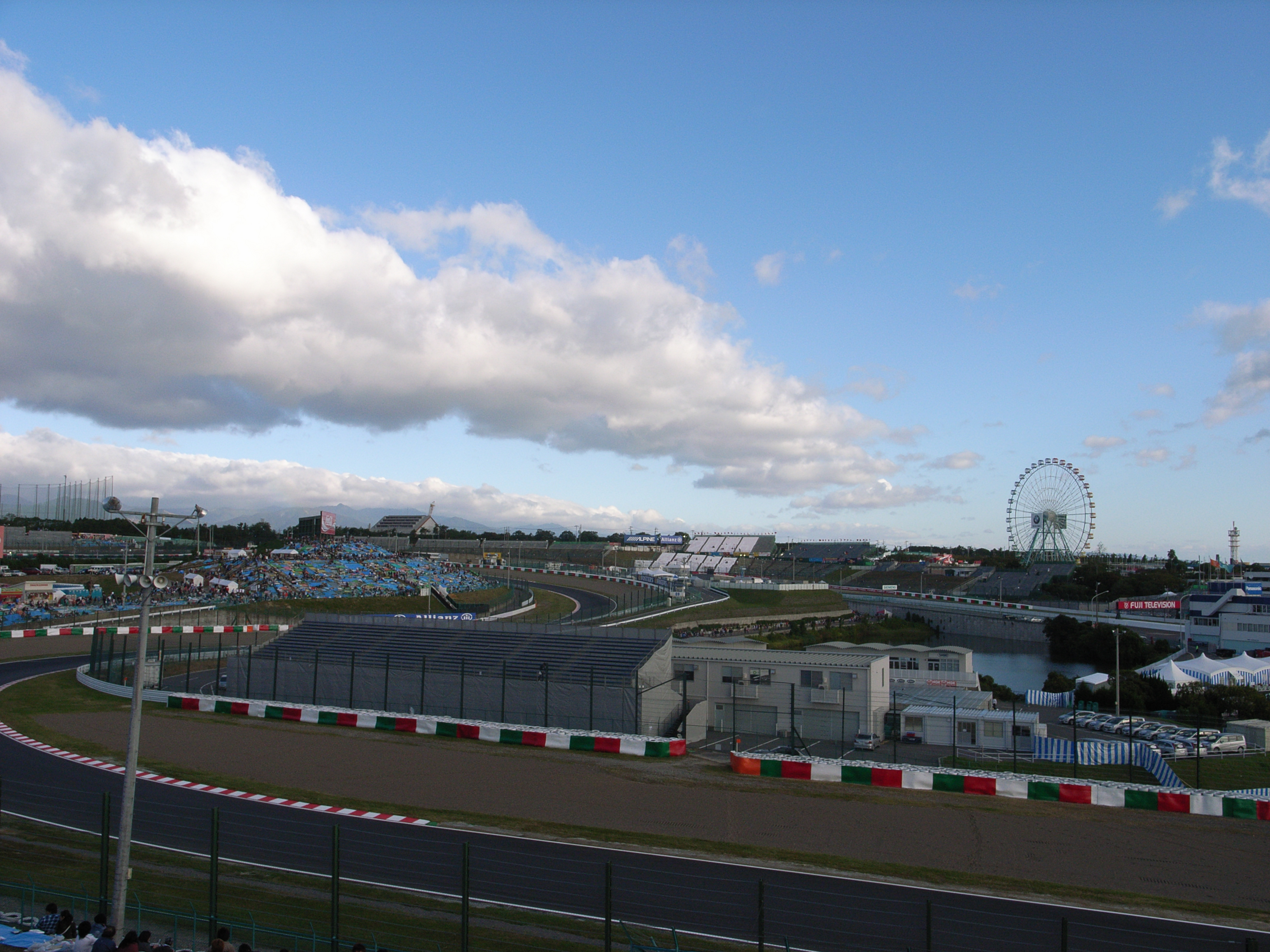
A pálya 2006-ban
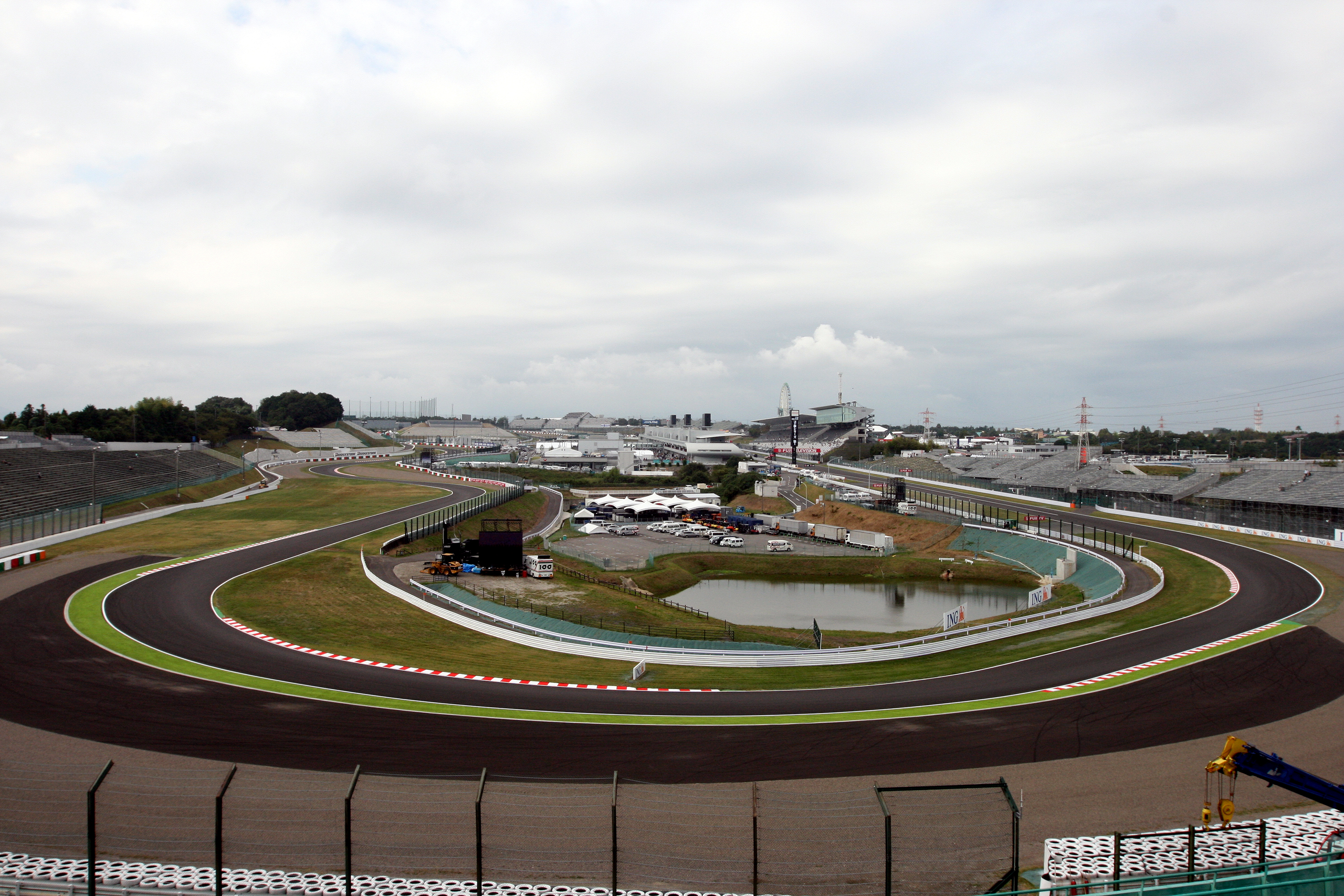
Az első kanyar a nézőtérről nézve